# Хойники (станція)
Хо́йники (біл. Хо́йнікі) — залізнична станція Гомельського відділення Білоруської залізниці, кінцева станція на одноколійній неелектрифікованій лінії Василевичі — Хойники (завдожки 44 км). 
Розташована у місті Хойники Хойницького району Гомельської області.

## Історія
Станція відкрита 23 вересня 1911 року, з введенням в експлуатацію залізничної лінії Василевичі — Хойники.
У перспективі планується побудувати 80-кілометрову лінію до майбутнього річкового «Белпорту Нижні Жари» у однойменному селі Брагінського району Гомельської області.

## Пасажирське сполучення
Приміський рух по станції Хойники здійснюється поїздами регіональних ліній економ-класу:
- Хойники — Василевичі;
- Хойники — Гомель.